# سفر تجربی
سفر تجربی (انگلیسی: Experiential travel) که به عنوان سفر غرقه شدن (انگلیسی: Immersion travel) نیز شناخته می‌شود، شکلی از گردشگری است که در آن گردشگران بر تجربه یک کشور، شهر یا مکان خاص با درگیر کردن فعال و معنادار خود با تاریخ، مردم، فرهنگ، اجتماع، غذا و طبیعت آن تمرکز می‌کنند. این روش سفر می‌تواند برای فرد تحوّل‌بخش باشد و دیدگاهش را تغییر دهید. از این رو این مفهوم مبتنی بر مکانیسم‌های بسیار مشابهی است، به عنوان مثال آموزش تجربی، دانش تجربی، طراحی داخلی تجربی و بازاریابی تجربی. هدف از سفر تجربی، درک عمیق‌تر فرهنگ، اجتماع و تاریخ یک مکان از طریق برقراری ارتباط با آن است و نه صرفاً بازدید آن. بنابراین، مسافر معمولاً با افراد محلی در تماس است که وی راهنمایی می‌کنند چگونه آن مکان را تجربه کند. این فرد محلی ممکن است یک دوست، یک میزبان اقامتگاه یا شخص دیگری باشد.
واژهٔ «سفر تجربی» از سال ۱۹۸۵ در مقالات و کتاب‌ها موجود بود اما تنها در سال‌های اخیر مورد توجه واقع شد و محبوبیت یافت. در سال ۲۰۱۷، ۶۵ درصد از مسافران ایالات متحده آمریکا «تجربه چیز جدید» را به «احساس استراحت و شارژ مجدد» ترجیح می‌دادند.